# Ella Mai
Ella Mai Howell (Londres, Inglaterra, 3 de noviembre de 1994) es una cantante y compositora británica de R&B. Firmó con el sello discográfico del productor estadounidense Mustard, 10 Summers Records a fines de 2014, luego de ser descubierta en las redes sociales.
Desde 2016 hasta 2018, lanzó 3 extended plays bajo la discográfica, incluyendo Time, Change y Ready. Su álbum de estudio debut homónimo fue lanzado en octubre de 2018 y contó con los sencillos «Boo'd Up» y «Trip», que fueron lanzados el 20 de febrero de 2018 y el 3 de agosto del mismo año, respectivamente. En 2019, «Boo'd Up» fue nominado para dos premios Grammy: Canción del año y Mejor canción de R&B, ganando este último, y la propia Mai fue nominada para British Breakthrough Act en los Premios Brit de 2019. En los premios Billboard Music Awards de 2019, ganó tres premios, incluido el de Top R&B Artist.

## Primeros años
Su padre es irlandés y su madre, jamaicana. Según la cantante, su madre, amante del jazz estadounidense, la nombró así en honor a Ella Fitzgerald. Se mudó de Londres a la ciudad de Nueva York a la edad de 12 años y se graduó de Queens High School of Teaching en Glen Oaks, Queens, antes de regresar a Inglaterra.

## Carrera musical

### 2014-2017: Inicios de carrera y trilogía deextended plays
Su carrera como cantante comenzó cuando entró a estudiar en el Brighton Institute of Modern Music de Londres (BIMM London) en 2014. Durante ese tiempo compitió en la 11.ª temporada de The X Factor como parte de un trío: Arize, pero no avanzó más allá de la audición inicial para los jueces. El grupo se separó poco después. El año siguiente, Mai subió un EP de cuatro pistas originales en solitario a SoundCloud titulado Trouble. Después de ser descubierta en Instagram, firmó con el sello de DJ Mustard, 10 Summers Records así como con Interscope Records.
En febrero de 2016, lanzó Time, el primero de su trilogía de EP. El EP de seis canciones incluyó el sencillo «She Don't», que contó con Ty Dolla Sign. Lanzó su segundo EP: Change, en noviembre de 2016 y el tercero: Ready, en febrero de 2017. «Boo'd Up», que apareció en el EP, creció en popularidad en las redes sociales y en los clubes nocturnos durante los siguientes meses. Estuvo de gira con Kehlani en su SweetSexySavage World Tour. Después de que Mai sirviera como el acto de apertura de la gira de Kehlani, su música llegó a un público más numeroso y la canción creció en la radio airplay en la primavera de 2018.

### 2018-presente: Álbum debut homónimo
El 26 de abril de 2018, lanzó un video musical para «Boo'd Up» después de que comenzó a ganar popularidad. La canción se convirtió en su primera canción dentro de los diez primeros lugares de las listas de popularidad en los Estados Unidos en el mes siguiente, considerándola como su "gran éxito". Rolling Stone escribió que el sencillo es "uno de los mejores de una cantante de R&B femenina en los últimos 10 años". El sencillo llegó al número 5 en el Billboard Hot 100 estadounidense, y batió el récord del mayor número de semanas en el número 1 de un sencillo R&B de una cantante femenina en la lista R&B/Hip-Hop Airplay . El 14 de agosto, se unió a Bruno Mars en el 24K Magic World Tour después de que Cardi B se retirara. El 3 de agosto, lanzó el sencillo «Trip», su video musical se estrenó casi un mes después, el 18 de septiembre. La canción alcanzó su punto máximo en el número 11 en el Billboard Hot 100. Ella Mai lanzó su álbum de debut homónimo, un conjunto de 16 canciones con «Boo'd Up», el 12 de octubre de 2018, con apariciones especiales de Chris Brown, John Legend y H.E.R.. El álbum vendió 69.000 unidades equivalentes de álbum con 17.000 provenientes de ventas puras. El 22 de octubre de 2018, Mai anunció su primera gira que comenzará en enero de 2019.
En noviembre hizo dos apariciones como invitada en la canción «Tiiied» de J.I.D y en la canción «24/7» de Meek Mill. El 18 de noviembre, actuó en el Saturday Night Live con Jezebel describiendo a Mai como "Puro Heartthrob R&B de los 90". También fue nominada a dos premios Grammy: Mejor canción R&B y Canción del año por «Boo'd Up», ganando sólo el primero. «Boo'd Up» ganaría a Mejor Canción R&B en los Billboard Music Awards de 2019. Así como también, los premios a Mejor Artista R&B y Mejor Artista R&B Femenina en la entrega de premios anteriormente dicha.

## Arte
En varias entrevistas, Ella Mai nombra a Lauryn Hill, Chris Brown, Brandy, Destiny's Child, Alicia Keys y Mariah Carey como sus mayores influencias. Vibe dijo que su "percepción de la poderosa emoción es similar a los rompecorazones de R&B de los años 90, que inundaron las ondas de radio con baladas conmovedoras, melodías para hacer bebés e himnos de ruptura desgarradores". Rolling Stone describió su sonido como "un emigrado británico lleno de confianza en sí mismo y una afinidad por el clásico R&B de los años 90.

## Discografía

### Álbumes de estudio
| Título   | Detalles de álbum                                                                                                | Mejores posiciones | Mejores posiciones | Mejores posiciones | Mejores posiciones | Mejores posiciones | Mejores posiciones | Mejores posiciones | Mejores posiciones | Mejores posiciones | Mejores posiciones | Certificaciones             |
| Título   | Detalles de álbum                                                                                                | UK                 | AUS                | BEL (FL)           | CAN                | IRE                | NLD                | NZ                 | US                 | US R&B/ HH         | US R&B             | Certificaciones             |
| -------- | --- | ------------------ | ------------------ | ------------------ | ------------------ | ------------------ | ------------------ | ------------------ | ------------------ | ------------------ | ------------------ | --------------------------- |
| Ella Mai | - Lanzamiento: 12 de octubre de 2018 - Discográfica: Interscope, 10 Summers - Formatos: CD, LP, descarga digital | 18                 | 19                 | 94                 | 16                 | 55                 | 31                 | 7                  | 5                  | 4                  | 1                  | - RIAA: Platino - RMNZ: Oro |

### EPs
| Time                                                 | - Lanzamiento: 15 de febrero de 2016 - Discográfica: 10 Summers - Formato: Descarga digital   | —  | —  | —  | —  | —  |
| Change                                               | - Lanzamiento: 18 de noviembre de 2016 - Discográfica: 10 Summers - Formato: Descarga digital | —  | 35 | 20 | 6  | —  |
| Ready                                                | - Lanzamiento: 22 de febrero de 2017 - Discográfica: 10 Summers - Formato: Descarga digital   | 29 | 15 | 3  | 25 | 86 |
| "—" denota canciones que no aparecieron en la lista. |                                                                                               |    |    |    |    |    |

### Sencillos
| "She Don't" (featuring Ty Dolla Sign)                                       | 2016 | —  | —  | —  | —  | —  | —  | —  | —  | — | — |                                                           | Time             |
| "10,000 Hours"                                                              | 2017 | —  | —  | —  | —  | —  | —  | —  | —  | — | — | - RIAA: Oro                                               | Change           |
| "Lay Up"                                                                    | 2017 | —  | —  | —  | —  | —  | —  | —  | —  | — | — |                                                           | Change           |
| "Naked"                                                                     | 2017 | —  | —  | —  | —  | —  | —  | —  | 17 | — | — | - RIAA: Oro                                               | Ella Mai         |
| "Boo'd Up"                                                                  | 2018 | 52 | 46 | 43 | 85 | 8  | 5  | 4  | 1  | 1 | 1 | - BPI: Plata - MC: Platino - RIAA: 5× Platino - RMNZ: Oro | Ready y Ella Mai |
| "Trip"                                                                      | 2018 | 47 | 77 | 78 | —  | 22 | 11 | 6  | 1  | 1 | 1 | - BPI: Plata - MC: Oro - RIAA: 2× Platino - RMNZ: Oro     | Ella Mai         |
| "Shot Clock"                                                                | 2019 | —  | —  | —  | —  | —  | 62 | 27 | 4  | 6 | — | - RIAA: Oro                                               | Ella Mai         |
| "—" denota una grabación que no apareció o no se publicó en ese territorio. |      |    |    |    |    |    |    |    |    |   |   |                                                           |                  |

### Sencillos promocionales
| Título                                    | Año  | Mejores posiciones | Mejores posiciones | Mejores posiciones | Mejores posiciones | Mejores posiciones | Mejores posiciones | Álbum    |
| Título                                    | Año  | UK                 | AUS                | NZ                 | US Bub.            | US R&B /HH Bub.    | US R&B             | Álbum    |
| ----------------------------------------- | ---- | ------------------ | ------------------ | ------------------ | ------------------ | ------------------ | ------------------ | -------- |
| "Whatchamacallit" (featuring Chris Brown) | 2018 | 84                 | 66                 | 21                 | 3                  | 1                  | 7                  | Ella Mai |

### Otras canciones en listas
| "Good Bad"                                        | 2018 | —  | —  | —  | —  | 18 | Ella Mai      |
| "Sauce"                                           | 2018 | —  | 20 | —  | —  | 23 | Ella Mai      |
| "Everything" (featuring John Legend)              | 2018 | —  | 23 | —  | —  | 14 | Ella Mai      |
| "Gut Feeling" (featuring H.E.R.)                  | 2018 | —  | 31 | —  | —  | 11 | Ella Mai      |
| "24/7" (Meek Mill featuring Ella Mai)             | 2018 | 66 | 21 | 54 | 25 | —  | Championships |
| "—" denota que la canción no apareció en la lista |      |    |    |    |    |    |               |

### Como artista invitada
| Título                              | Año  | Otro artista(s) | Álbum                                                                             |
| ----------------------------------- | ---- | --------------- | --------------------------------------------------------------------------------- |
| "10,000 Hours"                      | 2016 | DJ Mustard      | Cold Summer                                                                       |
| "Hit Me Up"                         | 2017 | Chip            | League of My Own II                                                               |
| "This X-Mas"                        | 2017 | Chris Brown     | Heartbreak on a Full Moon (Deluxe Edition): Cuffing Season - 12 Days of Christmas |
| "Talk to Me, Pt. II"                | 2018 | Craig David     | The Time Is Now (Deluxe)                                                          |
| "Tiiied"                            | 2018 | J.I.D, 6LACK    | DiCaprio 2                                                                        |
| "24/7"                              | 2018 | Meek Mill       | Championships                                                                     |
| "Love Me Like That (Champion Love)" | 2018 |                 | Creed II: The Album                                                               |
| "Put It All on Me"                  | 2019 | Ed Sheeran      | No.6 Collaborations Project                                                       |

## Giras

### Como artista principal
- The Debut Tour (2019)

### Como acto de apertura
- Ariana Grande – Sweetener World Tour (European Leg) (2019)

## Premios y nominaciones
| Año  | Premios/Organización     | Categoría                                | Trabajo nominado | Resultado |
| ---- | ------------------------ | ---------------------------------------- | ---------------- | --------- |
| 2018 | MTV Video Music Awards   | Canción del verano                       | «Boo'd Up»       | Nominado  |
| 2018 | American Music Awards    | Canción Favorita – Soul/R&B              | «Boo'd Up»       | Nominado  |
| 2018 | American Music Awards    | Artista Mujer Favorita – Soul/R&B        | Ella misma       | Nominado  |
| 2018 | Soul Train Music Awards  | Mejor Canción del Año                    | «Boo'd Up»       | Ganador   |
| 2018 | Soul Train Music Awards  | The Ashford & Simpson Songwriter's Award | «Boo'd Up»       | Ganador   |
| 2018 | Soul Train Music Awards  | Mejor Vídeo del Año                      | «Boo'd Up»       | Nominado  |
| 2018 | Soul Train Music Awards  | Mejor Artista Mujer R&B/Soul             | Ella misma       | Ganador   |
| 2018 | BBC                      | Sound of 2019                            | Ella misma       | Nominado  |
| 2018 | Metro                    | Ones To Watch 2019                       | Ella misma       | Nominado  |
| 2019 | Premios Grammy           | Mejor Canción R&B                        | «Boo'd Up»       | Ganador   |
| 2019 | Premios Grammy           | Canción del Año                          | «Boo'd Up»       | Nominado  |
| 2019 | Premios Brit             | Best Breakthrough Act                    | Ella misma       | Nominado  |
| 2019 | iHeartRadio Music Awards | Canción R&B del Año                      | «Boo'd Up»       | Ganador   |
| 2019 | iHeartRadio Music Awards | Artista R&B del Año                      | Ella misma       | Ganador   |
| 2019 | iHeartRadio Music Awards | Mejor Nueva Artista R&B                  | Ella misma       | Ganador   |
| 2019 | Billboard Music Awards   | Top New Artist                           | Ella misma       | Nominado  |
| 2019 | Billboard Music Awards   | Top Female Artist                        | Ella misma       | Nominado  |
| 2019 | Billboard Music Awards   | Top R&B Artist                           | Ella misma       | Ganador   |
| 2019 | Billboard Music Awards   | Top R&B Female Artist                    | Ella misma       | Ganador   |
| 2019 | Billboard Music Awards   | Top R&B Album                            | Ella Mai         | Nominado  |
| 2019 | Billboard Music Awards   | Top R&B Song                             | "Boo'd Up"       | Nominado  |
| 2019 | Billboard Music Awards   | Top R&B Song                             | "Trip"           | Nominado  |